# 棕臂金龟属
棕臂金龟属（学名：Propomacrus）也称姬长臂金龟属，是鞘翅目臂金龟科的一属，目前确定有4种：
- 土耳其姬长臂金龟（Propomacrus bimucronatus）
- 塞浦路斯姬长臂金龟（Propomacrus cypriacus）
- 戴氏棕臂金龟（Propomacrus davidi）
- 玛氏棕臂金龟（Propomacrus muramotoae）